# Vojka
Vojka (Hongaars: Véke) is een Slowaakse gemeente in de regio Košice, en maakt deel uit van het district Trebišov.
Vojka telt 546 inwoners.